# توكن
لفظ توكن Token يصف سلسلة من الرموز لها معنى (نوع) محدد في نحو شكلي. تشكل التوكن حجر البناء في الثروة اللغوية التي يعتد عليها الـ تجزئة.
في أبسط الأحوال يمكن اعتبار كل حرف منفصل توكن: فمثلا الحرف أ يكون من النوع أ. ولكن لكي يكتمل المنفعة من وراء النحو يتم تعريف أنواع رئيسية ويتم تقسيم الكلمات إليها. فمثلا في اللغة العربية يمكن اعتبار عملية تقسيم الجملة الفعلية إلى فعل وفاعل ومفعول به كـ tokenization.
| توكن   | توكن         |
| لكسيم  | نوعه         |
| ------ | ------------ |
| 123    | عدد          |
| foobar | اسم          |
| begin  | كلمة مفتاحية |

قالب:لغة ونحو صوريين